# Samsung Gear Fit 2
Il Samsung Gear Fit2 è uno smartwatch per il fitness realizzato da Samsung Electronics. Svelato a giugno 2016, Gear Fit 2 è il successore di Samsung Gear Fit immesso sul mercato nel 2014.

## Gear Fit2
Rispetto al Gear Fit, il nuovo cinturino presenta un design aggiornato, un GPS integrato e la capacità di riconoscere automaticamente diverse attività di fitness. Gear Fit2 presenta un barometro e un cardiofrequenzimetro. È compatibile con i telefoni Android con OS 4.4 o successivo.

## Gear Fit2 Pro
Il successore di Gear Fit 2 è Gear Fit2 Pro, immesso sul mercato nel 2017. È resistente all'acqua e presenta miglioramenti legati all'attività subacquea.

## Specifiche
| Modello              | Gear Fit2                                                                      | Gear Fit2 Pro                                                                  | Fonti             |
| -------------------- | ------------------------------------------------------------------------------ | ------------------------------------------------------------------------------ | ----------------- |
| Colori               | Blu, Nero e Rosa                                                               | Nero, Rosso                                                                    | [ 4 ] [ 2 ] [ 5 ] |
| Display              | 1.5” (38mm) (216 × 432 pixel), Super AMOLED curvo, 311ppi                      |                                                                                | [ 4 ] [ 2 ] [ 5 ] |
| Processore           | Dual-core (1GHz Dual)                                                          |                                                                                | [ 4 ] [ 2 ] [ 5 ] |
| Sistema Operativo    | Tizen                                                                          | Tizen                                                                          | [ 4 ] [ 2 ] [ 5 ] |
| Dimensioni           | 24.5 mm x 51.2mm                                                               | 25 mm × 51.3 mm                                                                | [ 4 ] [ 2 ] [ 5 ] |
| Cinturino            | Piccolo: da 125 a 170 mm Grande: da 155 a 210 mm                               | Piccolo: da 125 a 165 mm Grande: da 158 a 205 mm                               | [ 4 ] [ 2 ] [ 5 ] |
| Peso                 | 28 g (small) 30g (large)                                                       |                                                                                | [ 4 ] [ 2 ] [ 5 ] |
| Resistenza all'acqua | IP68, 5ATM                                                                     | IP68, 5ATM                                                                     | [ 4 ] [ 2 ] [ 5 ] |
| Connettività         | GPS                                                                            | GPS Glonass Bluetooth v.4.2 WiFi 802.11 b/g/n 2.4GHz                           | [ 4 ] [ 2 ] [ 5 ] |
| Memoria              | 4 Gb, 512Mb RAM                                                                |                                                                                | [ 4 ] [ 2 ] [ 5 ] |
| Sensori              | - GPS - Barometro HRM - Accelerometro - Cardiofrequenzimetro - Giroscopio - HR | - GPS - Barometro HRM - Accelerometro - Cardiofrequenzimetro - Giroscopio - HR | [ 4 ] [ 2 ] [ 5 ] |
| Batteria             | 200 mAh (3-4 giorni; fino a 5 giorni in stand-by; fino a 9 ore con GPS)        |                                                                                | [ 4 ] [ 2 ] [ 5 ] |